# Affaire des frégates de Taïwan
L’affaire des frégates de Taïwan est liée à un contrat d’armement signé en août 1991 qui prévoyait la vente par des industries françaises (menées par Thomson-CSF) de six frégates devant servir à la marine taïwanaise. À cette occasion, plus de cinq cents millions de dollars furent versés sous la forme de commissions aux autorités chinoises et taïwanaises. Parmi celles-ci, une partie est revenue en France sous la forme de rétrocommission. En plus des détournements d’argent, certaines personnes liées à ce dossier ont trouvé la mort d’une manière inexpliquée.
Les commissions (payées in fine par l’État taïwanais) étaient explicitement interdites dans le contrat de vente ; les bénéficiaires n’ont jamais été inquiétés et c'est la France qui a remboursé cette somme en 2011.
En France, une enquête fut ouverte à propos des rétrocommissions (interdites par la loi), mais les juges se sont vu opposer le secret défense par les gouvernements de droite comme de gauche.

## La vente des frégates

### Contexte

Île de Taïwan.

Taïwan est un État insulaire situé au sud-est de la Chine continentale. Officiellement appelée République de Chine, Taïwan se présente comme l'héritière du régime formé en 1911 qui contrôlait également le continent avant 1949. Taïwan et la République populaire de Chine revendiquent chacune la pleine et légitime souveraineté sur la totalité du territoire chinois (le continent et l’île de Taïwan). À la fin des années 1980, Taïwan était lancée dans une course aux armements et s’intéressait au matériel français : avions, sous-marins, missiles…
Thomson-CSF est une entreprise française d’électronique professionnelle créée en 1968, nationalisée en 1982. Son PDG entre 1982 et 1996 était Alain Gomez. Elle fut privatisée en juin 1998 et rebaptisée Thales en décembre 2000. Au moment de l’affaire, Taïwan représentait un marché identifié comme un objectif prioritaire, qui était également convoité par des entreprises américaines, allemandes ou coréennes.
La direction des constructions navales est une entreprise publique chargée de la construction des navires et sous-marins militaires. Son capital sera ouvert et elle deviendra DCNS puis Naval Group.

### Contrat de vente
Hau Pei-tsun, maréchal et futur ministre taïwanais de la Défense, entre en contact avec Jacques Lanxade, chef d'état-major particulier du président de la République au printemps 1989. Il cherche alors à obtenir seize frégates de classe La Fayette. Ce nombre est revu à six et un premier contrat, « Bravo A », est négocié entre mai et décembre 1989.
Cependant au début de l’année 1990, François Mitterrand, Président de la République française refuse son accord pour ne pas froisser Pékin, sur les conseils de son ministre des Affaires étrangères Roland Dumas. Taïwan va alors chercher une solution chez les industries de la Corée du Sud.
En mai 1991, Roland Dumas rend une note à François Mitterrand où il donne son accord pour la vente, avec certaines conditions comme l’absence d’équipement offensif. Il expliquera plus tard que le président avait pris la décision au mois d’avril. Ainsi la Première ministre Édith Cresson donne son accord au groupe Thomson pour signer le contrat de vente des frégates. Le contrat « Bravo B » est signé le 31 août 1991 entre Thomson-CSF (agissant pour elle-même, la DCN et la DCN-internationale) et la China Shipbuilding Corporation (CSBC, société taïwanaise de chantier naval), pour 14,7 milliards de francs. Le contrat interdit le recours aux intermédiaires et aux commissions,. Toutefois ceux-ci ont bien été mobilisés pour obtenir tous les accords nécessaires des dirigeants français, chinois et taïwanais. En juillet 1992, un avenant au contrat, « Bravo B1 » est signé. Il fut suivi par Bravo C et D en 1993, alors qu’Édouard Balladur est à la tête du Gouvernement français ; il prévoit l’assemblage des frégates en France et non plus à Taïwan et porte le prix définitif à seize milliards de francs,.

## Intermédiaires, commission et rétrocommission
Les commissions, courantes dans l’industrie de l’armement, ont aidé les dirigeants politiques à se décider. Elles représentent 520 millions de dollars, dont 200 ont servi aux dignitaires du parti communiste chinois, dont le Premier ministre Li Peng, et 20 ont servi à soudoyer les militaires taïwanais. Ces 520 millions de dollars ont ensuite été rajoutés dans le prix des frégates. Les versements de Taïwan ont été échelonnés entre 1991 et 2000, et divisés ainsi : 15 % partaient en Suisse et 85 % étaient répartis entre Thomson (un tiers) et l'entreprise à majorité d’actionnariat étatique Défense conseil international DCN (deux tiers).
Le versement de commissions était légal jusqu’à la signature par la France de la Convention de l'OCDE contre la corruption en 2000. En mai 2004, Michel Charasse, ministre du Budget en 1991, indique avoir autorisé le paiement de commissions à des intermédiaires étrangers, les considérant comme des « frais de prospection de marché ».
Une partie des 520 millions de dollars serait revenue en France sous la forme de rétrocommissions. Leur existence a été confirmée par des hommes politiques comme Roland Dumas et Alain Richard, et par Joël Bucher, qui fut directeur de la Société générale à Taïwan.

### Réseau A
Le réseau est animé par Andrew Wang qui a touché cinq cents millions de dollars dont une partie aurait pu alimenter les rétrocommissions. Il agissait essentiellement à Taïwan.
Dans une note de 1991, l’ancien directeur général de Thomson-CSF, Jean-François Briand, précisait que ce réseau avait « fonctionné efficacement, étant bien entendu motivé par la structure politique de Taïwan et son désir ardent de signer cette affaire ».

### Réseau B

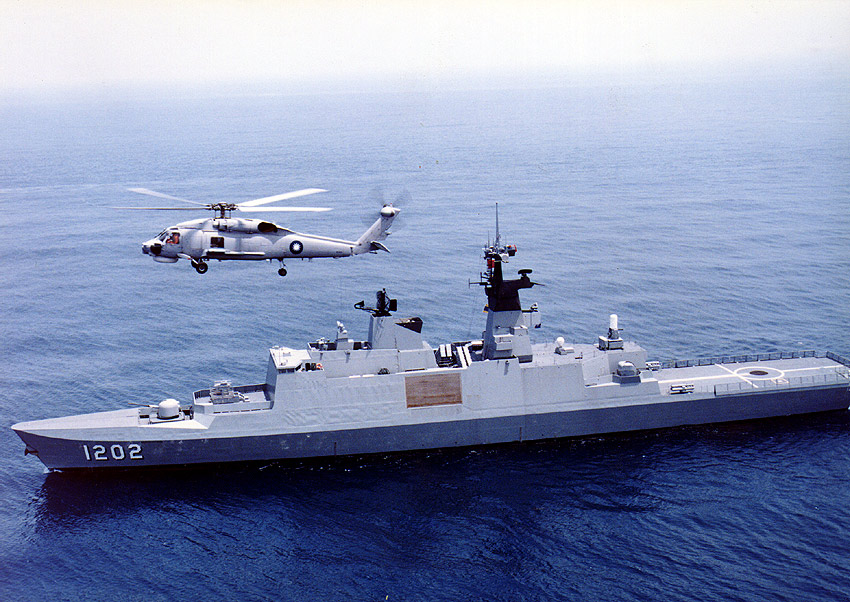
La frégate Kang Ding est l’une des six frégates fabriquées par la France.

Lily Liu, une Taïwanaise disposant d’un carnet d’adresses important, devait amadouer Pékin et aurait perçu pour cela quatre-vingts millions de francs,.
« À cheval sur Taïwan et Pékin », ce deuxième réseau « ne pouvait être mis en œuvre que de manière ponctuelle et discrète », notait l'ancien directeur général de Thomson-CSF, Jean-François Briand. Une note de synthèse établie à l'intention du PDG de l'époque, Alain Gomez, précise qu'entre mars et octobre 1990 « une série d'actions » a été lancée par Lily Liu « pour préparer les rencontres d'octobre 1990 avec les dirigeants chinois, au niveau essentiellement du ministère de la défense et des commissions politiques correspondantes du comité central du Parti communiste chinois ».
La note ajoutait que, « au cours du voyage d'octobre 1990 à Pékin, une réponse positive avait été obtenue des responsables chinois rencontrés dans le contexte difficile d'après Tiananmen ». Soulignant la complémentarité des différentes filières, Jean-François Briand précisait que le réseau B avait « permis de valider l'action du réseau A au niveau le plus élevé de Taïwan ». Dans un courrier daté du 19 décembre 1991, Alain Gomez affirmait lui-même que le réseau de Lily Liu avait « prouvé son efficacité ».

### Réseau C
Après le veto du ministère des Affaires étrangères, une recommandation de Gilles Ménage, alors directeur de cabinet de François Mitterrand, suggère à Thomson d’utiliser les moyens d’Elf Aquitaine, présidée depuis 1989 par Loïk Le Floch-Prigent. Alfred Sirven (bras droit du président d’Elf) explique à Jean-François Briand, directeur général de Thomson, qu’un de ses contacts, Edmond Kwan, peut débloquer la situation. Une convention est donc signée le 19 juillet 1990, entre Briand et Frontier AG, une société suisse représentant Kwan,. Christine Deviers-Joncour, la maîtresse de Roland Dumas, fait partie de ce réseau et lui transmet des informations. Il est alors prévu que le réseau touchera 1 % du contrat, soit 160 millions de francs. La somme aurait dû être versée à Frontier AG qui devait ensuite la retourner à la société irlandaise Travlane Haulage (contrôlée par Alfred Sirven) et à la société suisse Credito Privato Commerciale (contrôlée par Christine Deviers-Joncour).
En juin 1991 Jean-François Briand pense que le réseau C n’avait alors pas eu d’influence en Chine. Il a peur également que cette somme serve à financer les partis politiques français. 
En septembre 1991 Briand s'en remet à Alain Gomez pour la décision sur le paiement des émoluments réclamés par Sirven. Gomez refuse de payer ce dernier ; deux semaines plus tard Briand est licencié de chez Thomson, probablement sur l'initiative de Gomez qui « reproche à Briand d'avoir mal géré le problème Sirven ».
Il quitte Thomson à l’automne 1991 à la suite d'un différend avec Alain Gomez.

## Procédures et enquêtes

### Arbitrage entre Frontier AG et Thomson
Le 2 septembre 1992, Frontier AG demande un arbitrage pour obtenir la somme voulue. En attente de la décision, Alfred Sirven verse quarante-cinq millions de francs provenant des comptes d’Elf à Christine Deviers-Joncour. Un tribunal arbitral présidé par José Pedro Pérez-Llorca condamne Thomson à payer vingt-cinq millions de dollars et douze millions de francs français le 31 juillet 1996. Thomson, désormais présidée par Marcel Roulet, décide de porter plainte le 26 février 1997 contre X pour « tentative d’escroquerie ». Le dossier est instruit par Eva Joly.
Le non-lieu dans l’enquête française en 2008 a établi au passage qu’Alfred Sirven s’était rendu coupable d’une « escroquerie au jugement ». Les avocats de Thales ont introduit un recours devant le Tribunal fédéral suisse qui, le 6 octobre 2009, a annulé le jugement de 1996. Thales n’aura donc pas à verser cinquante millions d’euros réclamés par les héritiers d’Alfred Sirven,.

### L'enquête à Taïwan
Le 17 décembre 1993, un haut fonctionnaire, Kuo Li-han, est arrêté pour corruption ; trois jours plus tard, Andrew Wang quitte Taïwan. Dans le même temps, Yin Ching-feng, un officier chargé du dossier, est assassiné et son corps est jeté en mer. L’enquête montre que ce dernier avait rédigé un rapport négatif sur les frégates avant que son adjoint, Kwo Li-heng, en contact avec Andrew Wang, ne le modifie. Kwo Li-heng sera condamné à la prison à perpétuité. D’autres personnes, dont des militaires, sont arrêtées.
En mars 2000, le Kuomintang, parti au pouvoir depuis 1949, perd les élections. Son concurrent, le Minjindang, et son président Chen Shui-bian reprochent leur corruption aux anciens dirigeants taïwanais, notamment dans l’affaire des frégates. En 2006, un mémorandum prévoit de compenser les commissions par une réduction lors de la vente de matériel militaire français à l’armée taïwanaise. En 2008, le Kuomintang revient au pouvoir et Chen Shui-bian est poursuivi pour diffamation. Son successeur, Ma Ying-jeou, n’envisage plus de course à l’armement et cherche une autre solution pour solder l’affaire.

### L'affaire Dumas
Le 2 décembre 1997, Eva Joly découvre la commission de quarante-cinq millions de francs versée par Alfred Sirven depuis les fonds d’Elf. Puis grâce à une dénonciation anonyme elle comprend que celle-ci est revenue à Christine Deviers-Joncour. On dira plus tard que cette lettre anonyme avait pour but de détourner les juges du volet principal de l’affaire.
Eva Joly va alors renvoyer Roland Dumas et son ex-amie devant le tribunal correctionnel. Ce volet est ainsi séparé de l’affaire des frégates proprement dite. Les juges d’instruction craignaient en effet que celle-ci doive être traitée par la Cour de justice de la République. Le 31 mai 2001, le tribunal correctionnel de Paris déclare Loïk le Floch-Prigent coupable d’« abus de biens sociaux » au détriment d’Elf, Christine Deviers-Joncour et Roland Dumas coupables de « recel d’abus sociaux », ils sont en même temps condamnés à des peines de prison (pour la première trois ans de prison, dont six mois avec sursis et une amende de 1,5 million de francs ; pour le second, trente mois de prison, dont deux avec sursis et une amende de 1 million de francs). 
Quelques jours après sa condamnation, Roland Dumas révèle l’existence de commissions et de rétrocommissions dans un entretien au Figaro.
Le 29 janvier 2003, la 9e chambre de la Cour d'appel de Paris relaxe Roland Dumas : les juges estiment son comportement « blâmable » mais pas « pénalement punissable », considérant qu'il n'était pas conscient de son intervention dans l'embauche à un emploi fictif chez Elf de sa maîtresse Christine Deviers-Joncour. Cette dernière est condamnée à dix-huit mois de prison ferme et douze avec sursis, Loïk Le Floch-Prigent et Alfred Sirven sont condamnés à trois ans d’emprisonnement ferme.

### L'enquête suisse
Entre 1991 et 2000, Thomson a fait virer quelque 920 millions de dollars, via des banques françaises à des sociétés offshore détenues par Andrew Wang. Cet argent est situé dans des comptes en Suisse et dont une partie fut bloquée par la justice entre juin 2000 et décembre 2003. Une partie de la somme, 520 millions d’euros, serait liée à la vente des frégates (le reste venant de commissions dans d’autres contrats d’armement). Le 22 juin 2001, la justice suisse en informe la justice française. Ces fonds sont encore réclamés par la France, Taïwan et Wang,. Après le paiement d’indemnités par Thales, et la mort de Wang, la somme reste en litige entre le groupe industriel et les héritiers de l’intermédiaire, et la procédure est encore en cours en 2019,.
La fuite de données « Suisse Secrets » en février 2022 a mis en évidence un compte bancaire secret de James Soong Chu-yu, secrétaire général du Kuomintang à l’époque de la signature du contrat, avait ouvert un compte à Zurich. En 2003, Roland Dumas avait désigné James Soong Chu-yu comme l’un des bénéficiaires des commissions. Ce compte a été ouvert le 11 juin 1993, deux ans après la signature du contrat au moment où les commissions illicites commençaient à être versées. Le compte a été fermé en 2010. Son solde a atteint 13 millions de francs suisses (8,3 millions d’euros) au milieu des années 2000.

### L'enquête française

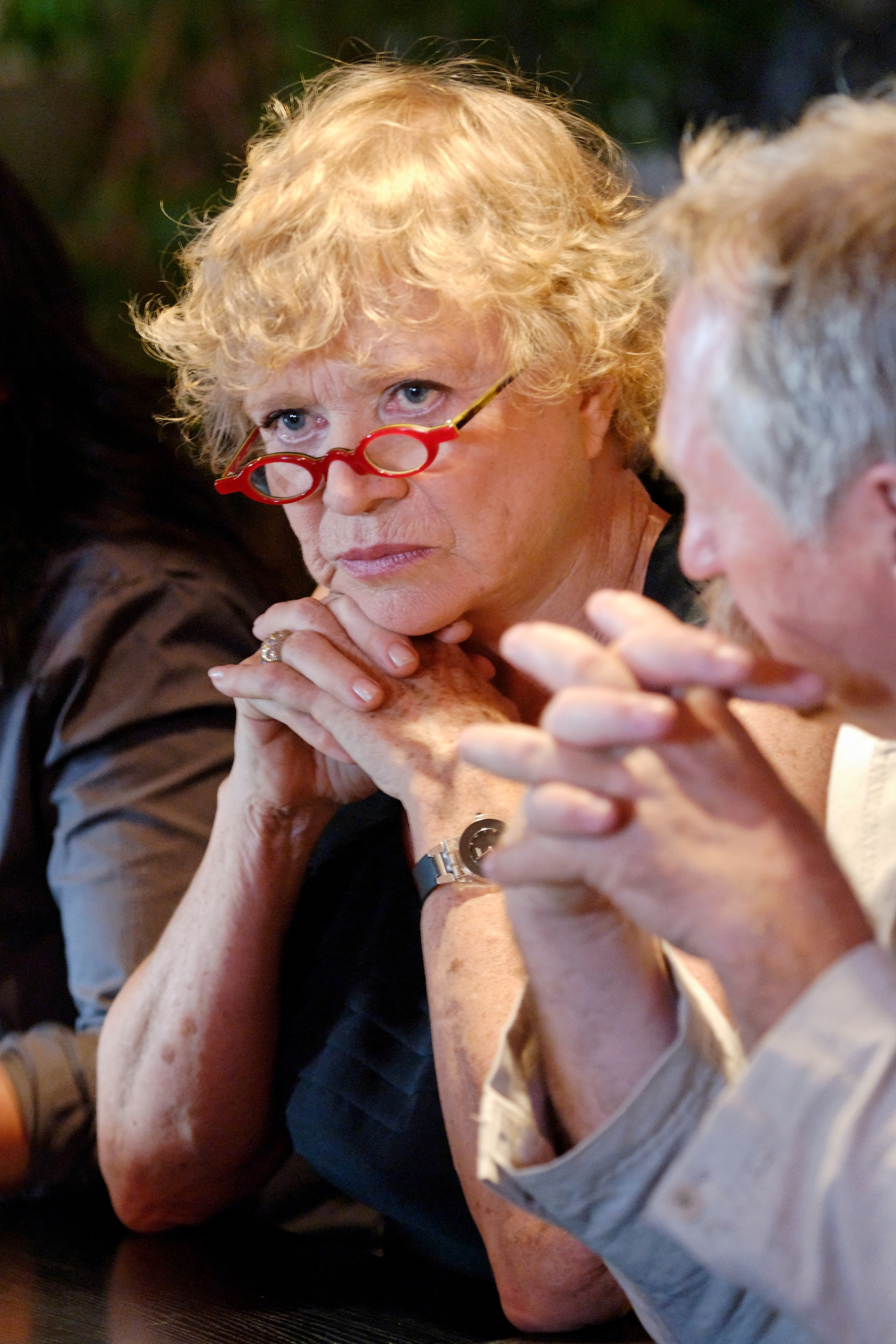
Eva Joly a enquêté dans les affaires Elf et Dumas mais ne s’est jamais vraiment penchée sur la vente des frégates.

En juin 2001, à la suite de la transmission de documents de la justice suisse et aux révélations de Roland Dumas, les juges Renaud Van Ruymbeke et Dominique de Talancé sont chargés d’une information judiciaire. La justice n’enquête que sur les rétrocommissions (les commissions ne sont pas illégales). En 2002, ce dossier est joint à l’instruction ouverte en 1997 à la suite de la plainte de Thomson.
Les juges s’intéressent à une liste détenue par la direction des douanes mais se voient opposer quatre fois le secret défense, l’avis de la commission consultative du secret de la défense nationale ayant été confirmé successivement par Laurent Fabius en 2001, Francis Mer en 2002 et Thierry Breton en juillet et octobre 2006. À cause de cette difficulté, Renaud Van Ruymbeke rend une ordonnance de clôture de l’instruction en octobre 2006.
En 2006, Dominique de Talancé est dessaisie du dossier et remplacée par Xavière Simeoni,.
Pour retarder la procédure entre Taïwan et Thales, le procureur de la République de Paris, Jean-Claude Marin, a attendu deux ans avant de requérir un non-lieu général le 24 juillet 2008,. Celui-ci sera prononcé par les juges d’instruction le 1er octobre 2008.

### Procédures arbitrales entre Taïwan et les industriels français
Le 22 août 2001, après avoir essayé de se porter partie civile dans l’instruction française, l’État de Taïwan engage une procédure d’arbitrage envers la France. Le prix des frégates (2,5 milliards de dollars) a été augmenté pour payer les intermédiaires, ce qui était interdit par le contrat et Taïwan cherche à récupérer la différence. En mai 2010, un tribunal arbitral condamne la France et Thales à payer 591 millions de dollars auxquels il faut ajouter les intérêts et les frais d’arbitrage. Thales a engagé un recours devant la Cour d'appel de Paris, mais celui-ci est rejeté le 9 juin 2011. L’État français paye donc 460 millions d’euros à Taïwan et Thales 170 M€.
En octobre 2011, l’État de Taïwan engage une seconde procédure d’arbitrage envers DCNS au sujet du prix des pièces de rechange des frégates qui a également été augmenté pour payer les intermédiaires, ce qui était interdit dans les mêmes conditions que pour le contrat principal. La demande s'élève à cent millions de dollars. En novembre 2012, un tribunal arbitral réduit, faute de preuve, la condamnation de DCNS représentée par Me Jean-Georges Betto à trois millions d'euros, une somme inférieure à la provision passée dans les comptes de la société.

### Lien avec l'affaire Clearstream 2
En mai et juin 2004, le juge Van Ruymbeke reçoit des lettres anonymes et des listings affirmant que des personnalités politiques et industrielles ont reçu des commissions dans l’affaire des frégates et que celles-ci ont été versées sur des comptes de la banque Clearstream. Le juge va ainsi enquêter sur des comptes en Italie, supposés appartenir à Nicolas Sarkozy (ministre du Budget en 1993). Mais en réalité ces listings constituent une manipulation de Jean-Louis Gergorin, vice-président d’EADS, visant Alain Gomez et Philippe Delmas, un autre vice-président d’EADS. Il fut aidé par Imad Lahoud,.
Dans cette affaire, le juge Van Ruymbeke a agi en dehors de la procédure, ce qui lui a valu une plainte de Pascal Clément, ministre de la Justice en 2006, devant le Conseil supérieur de la magistrature. C’est également à cause de cet épisode que sont apparues les tensions entre lui et Dominique de Talancé, qui fut dessaisie du dossier des frégates en 2006.
Après le premier procès, le tribunal reconnait en janvier 2010 Jean-Louis Gergorin et Imad Lahoud coupables de « dénonciation calomnieuse, usage de faux, recel d’abus de confiance et vol » et les condamne à trois ans de prison. En septembre 2011, la cour d'appel de Paris prononce les mêmes peines. En février 2013, la Cour de cassation rejette les pourvois.

### Lien avec les méthodes DCNS
En janvier 2006, une enquête préliminaire est ouverte sur des sociétés d’intelligence économique travaillant pour la DCN (nommées Heine et Eurolux). Selon le rapport de Jean-Claude Marin, procureur de la République de Paris, du 22 novembre 2007, ces sociétés auraient également servi à faire transiter des commissions. La création de la société Heine se serait faite avec l’accord de Nicolas Bazire (alors directeur de cabinet d’Édouard Balladur) et de Nicolas Sarkozy (ministre du Budget). Cependant, à la suite de ce rapport, l’instruction ouverte en mars 2008 et menée par Françoise Desset et Jean-Christophe Hullin ne concerne que les méthodes des agents qui auraient utilisé des moyens illégaux pour se renseigner sur divers dossiers (listings Clearstream, rapprochement DCN-Thales, contentieux avec Taïwan sur les frégates…),,. L’instruction est close au mois d’août 2010, sept personnes sont mises en examen dont Claude Thévenet, Philippe Japiot, président de DCNI, branche internationale de la DCN de 2001 à 2007 ainsi qu’Alex Fabarez, directeur général délégué de DCNI de 2003 à 2008. Dans son jugement du 20 février 2013, le Tribunal correctionnel de Paris a relaxé Philippe Japiot et Alex Fabarez et condamné Claude Thévenet à 14 mois de prison avec sursis et Gérard-Philippe Menayas à 12 mois de prison avec sursis.

## Morts troublantes
En plus de l’affaire politico-financière, certaines personnes ont mystérieusement trouvé la mort.
Yin Ching-feng était un officier impliqué dans le dossier. Il fut agressé et battu à mort le 8 décembre 1993. Sa veuve a affirmé qu’il s’apprêtait à faire des révélations.
Le 10 octobre 2000, Thierry Imbot, un agent de la Direction générale de la Sécurité extérieure (DGSE), fils de René Imbot, meurt d’une chute du quatrième étage de son appartement parisien. Il suivait à Taïwan les dossiers économiques français. Il aurait pris rendez-vous avec un journaliste pour faire des révélations. Les investigations ont conclu à une mort accidentelle alors que Thierry Imbot fermait ses volets un soir de grand vent,.
Le troisième mort prématuré est un ancien ingénieur de Thomson affecté à Taïwan, Jacques Morisson. Il est mort le 18 mai 2001 par défenestration. L’enquête a conclu à un suicide.
Le quatrième mort est un ancien ingénieur commercial de Thomson-CSF affecté à Taïwan, Louis-Fabrice Lavielle. Il démissionna en 1992, quitta Taïwan et reprit des études de droit dans le sud-ouest de la France tout en continuant à représenter une entreprise israélienne d'armement. Il sera retrouvé suicidé en janvier 1999 dans la région toulousaine.
Thierry Jean-Pierre, auteur d’un livre consacré à l’affaire, cite également la mort de James Kuo, l’un des correspondants de la Société générale à Taïwan, également défenestré ainsi que celle du neveu de Yin, électrocuté avec son sèche-cheveux.

## Les frégates
Les six frégates furent livrées à Taïwan entre 1996 et 1998. Il est rapidement apparu que l'armée taïwanaise n'avait pas tant besoin de ce matériel ultrasophistiqué. Comme le capitaine Yin Ching-feng l'avait écrit de son vivant, Taïwan a un plus grand besoin de patrouilleurs que de frégates pour patrouiller dans le détroit de Taïwan. En 2004, la France tentait de négocier le rachat des frégates.[réf. nécessaire]
En 2020, Taïwan signe un contrat avec la société française DCI-Desco, il porte sur un montant de 24,6 millions d’euros et doit s’étaler jusqu’en 2023, il concerne la modernisation des systèmes de lanceurs de leurres Dagaie MK2. En réaction, Pékin rappelle ses « sérieuses préoccupations à la France ».

### Filmographie
- Claude Chabrol (réalisateur), L'Ivresse du pouvoir, 2006
- Vincent Garenq (réalisateur), L'Enquête, 2015
- Jean-Robert Viallet (Réalisateur), Pierre Péan (Enquête), Vanessa Ratignier (Enquête) et Christophe Nick (Idée originale), Manipulations, une histoire française, Christophe Nick / Yami 2, avec la participation de France Télévisions (présentation en ligne) (Série documentaire diffusé pour la première fois sur France 5 en novembre 2011, 6x52 min)

### Articles annexes
- Chronologie de l'affaire des frégates de Taïwan
- Affaire des frégates d'Arabie saoudite et des sous-marins du Pakistan
- Affaire des Mirages de Taïwan